# Walt Disney
Acest articol este despre Walt Disney. Pentru compania media vedeți Walt Disney Company. Pentru alte sensuri vedeți Disney (dezambiguizare)
Walter Elias Disney (n. 5 decembrie 1901, Chicago, Illinois, SUA – d. 15 decembrie 1966, Burbank, California, SUA) a fost un regizor, producător, animator, scenarist și antreprenor american, câștigător de 22 de ori al premiilor Oscar. Numele său este unul comun în orice casă americană și este cunoscut chiar și în rândul copiilor.
A fost fiul Florei și al lui Elias Disney (canadian de origine) și a avut trei frați și o soră. Fiind co-fondator (alături de fratele său, Roy O. Disney) al studioului Walt Disney Productions, Walt a devenit unul din cei mai cunoscuți producători de film din lume. Compania fraților Disney, cunoscută sub numele său generic de The Walt Disney Company, are venituri anuale de peste 30 de miliarde de dolari.
Walt Disney este cunoscut mai ales ca și producător de film, precum și ca un inovator al animației și al parcurilor tematice. A fost nominalizat la 61 de premii Oscar și la sapte premii Emmy, deținând recordul pentru cele mai multe nominalizări la Oscar.
Disney și echipa sa a creat unele din cele mai celebre filme din lume și unele din cele mai cunoscute personaje, inclusiv cel pe care majoritatea îl consideră alter-ego-ul său, Mickey Mouse.
Walt Disney a murit de cancer pulmonar la 15 decembrie 1966, cu cinci ani înaintea deschiderii megaproiectului Disneyland, Walt Disney World din Florida. A fost un fumător "înrăit", unul dintre așa numiții "chain smokers", de unde a generat și boala sa necruțătoare.

## 1901 - 1928: Începuturile

### Copilăria
Tatăl său, Elias Disney, s-a mutat în Statele Unite după ce familia sa a eșuat cu ferma în Canada. În aprilie 1906, familia lui Walt s-a mutat în Marceline, Missouri, unde fratele său deținea o proprietate. Acolo ei au cumpărat o casă și o fermă cu o suprafață de 45 de acri (18,2 hectare). În timp ce se afla în Marceline, Walt și-a dezvoltat dragostea sa pentru desen. Un vecin de-al lor l-a plătit pe Walt să îi facă niște desene ale calului său. De asemenea, tot în Marceline, Walt și-a dezvoltat pasiunea pentru trenuri.
Familia Disney a rămas în Marceline timp de patru ani după care s-au mutat în Kansas City în 1910.

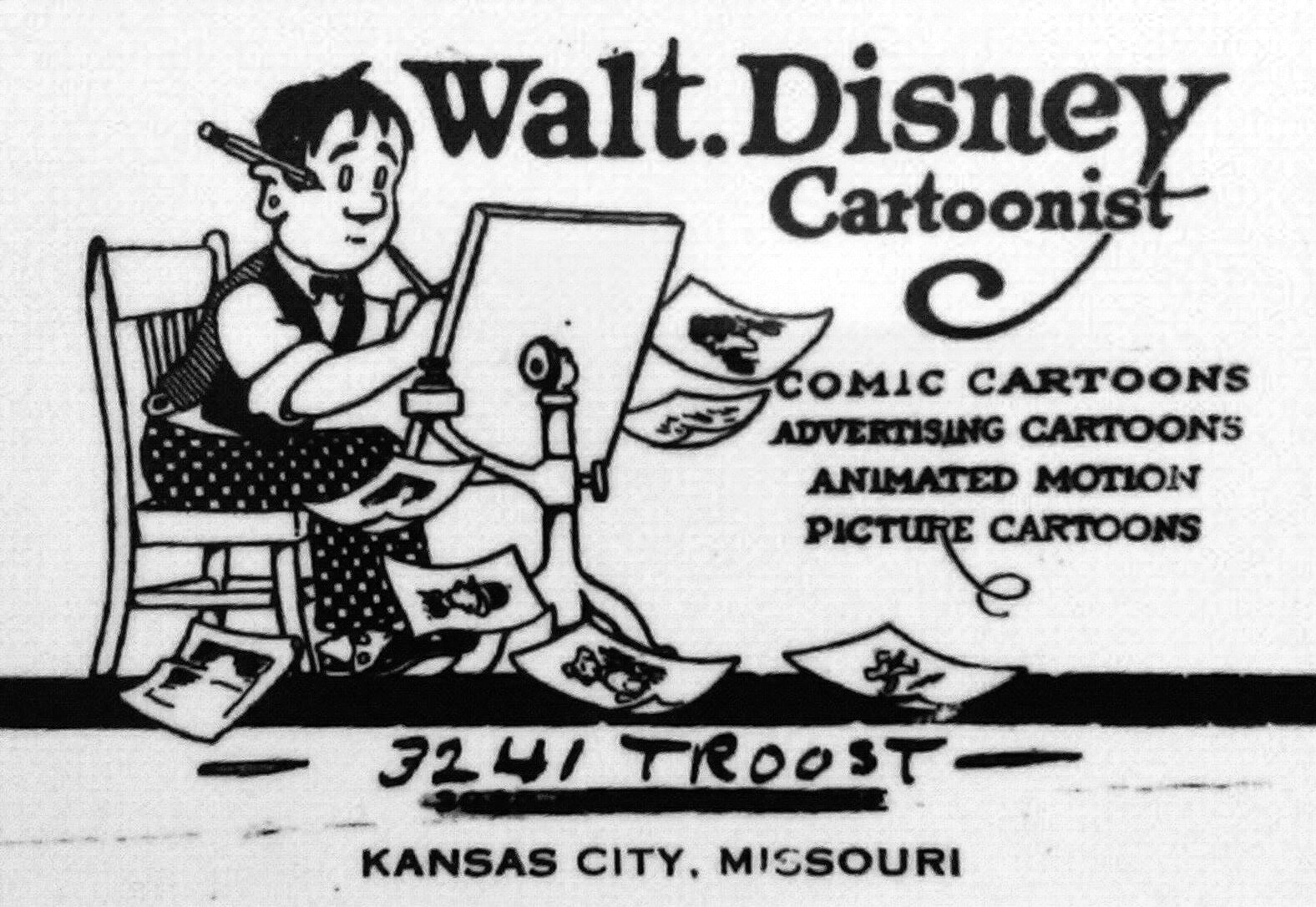
Plicul de afaceri al lui Walt Disney avea un autoportret, c. 1921

### Chicago
În toamna anului 1917, Walt a început să studieze la liceul McKingsley High School, făcând în paralel cursuri de seral la Institutul de Artă din Chicago. Disney era desenatorul ziarului școlii. Desenele sale erau foarte patriotice, majoritatea fiind axate pe Primul Război Mondial. Disney a abandonat liceul la vârsta de 16 ani pentru a intra în armată dar aceasta nu l-a primit pentru că era prea tânăr.
În schimb, Walt și un prieten de-al său au decis să intre în Crucea Roșie. Pentru a se putea angaja, trebuiau sa aibă minim 17 ani dar, în ciuda opoziției tatălui său, mama sa a elaborat un nou certificat de naștere în care scria că Walt era născut în 1900 și nu în 1901. Crucea Roșie l-a trimis în Franța timp de un an unde a lucrat ca șofer de ambulanță, pe care a desenat câteva personaje.
Apoi s-a mutat în Kansas City pentru a-și începe cariera artistică. Fratele său Roy lucra la o bancă și a reușit să îl angajeze printr-un prieten la Pesmen-Rubin Art Studio. Aici, Disney făcea reclame pentru ziare, reviste și cinematografe. Tot aici a cunoscut un animator, Ubbe Iwerks (1901-1971). Ei doi își respectau munca așa de mult încât relația dintre ei s-a îmbunătățit foarte repede și au hotărât să își înceapă o afacere proprie.
Disney și Iwerks au fondat o companie numită Iwerks-Disney Commercial Artists în ianuarie 1920. Din păcate, puțini clienți au vrut să se angajeze la cuplul neexperimentat. Iwerks a plecat o vreme să câștige niște bani la Kansas City Film Ad Company. Disney s-a retras și el după ce compania a fost cumpărată.

### Hollywood
Când Disney a sosit la Los Angeles, avea 40 de dolari în buzunar și un desen neterminat în servietă. Surprinzător, la început a vrut să abandoneze animația, gândindu-se că nu va putea concura cu studiourile din New York. Disney a spus că prima sa ambiție a fost să devină regizor de film. A fost să se angajeze la toate studiourile din oraș dar toate l-au respins.
Din cauza eșecurilor cu filmele artistice, Disney s-a întors în animație. Primul său studio de animație din Hollywood era în garajul unchiului său. Disney a trimis un desen neterminat distribuitorului din New York, Margaret Winkler, care i-a răspuns imediat. A vrut să-l angajeze pe Disney pentru mai multe filme artistice combinate cu animație.
Disney l-a căutat pe fratele său Roy, care făcea un tratament de tuberculoză într-un spital de veterani din Los Angeles. Disney l-a rugat pe fratele său sa îl ajute deoarece nu se putea descurca financiar fără el. Roy a fost de acord și a părăsit spitalul împreună cu fratele său. De atunci nu s-a mai întors și niciodată nu s-a vindecat de tuberculoză.
În 1925, Disney a angajat o tânără femeie, Lillian Bounds, pentru departamentul de imprimare cu cerneală și colorat. A fost admirată imediat de Walt iar câteva luni mai târziu lucra ca și secretară.

## 1928 - 1942: Epoca de Aur a animației

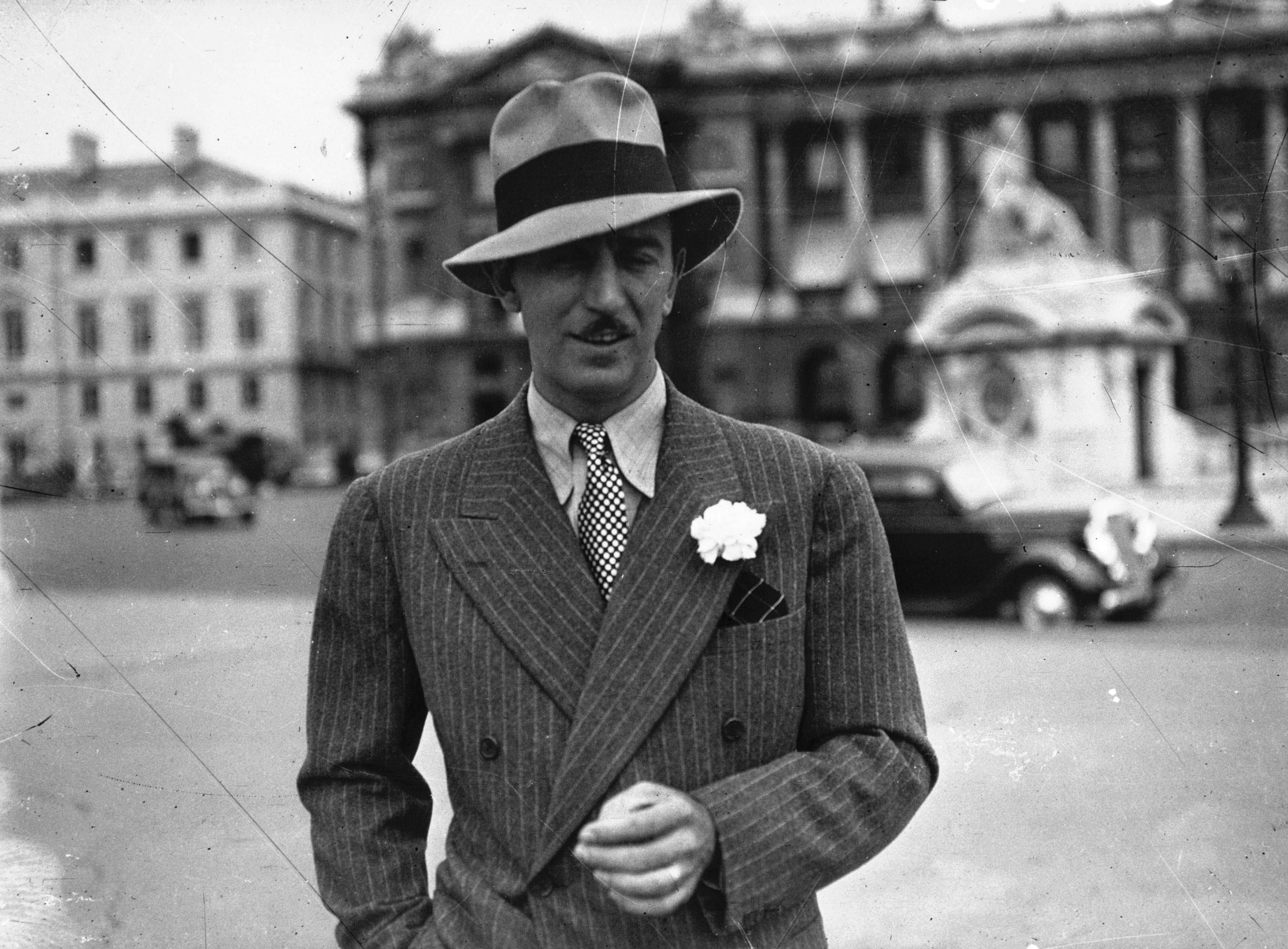
Disney în 1935

Eroii lui Disney au constituit „epoca de aur” a desenului animat, începând cu Mickey Mouse, creat în 1928, cu vocea lui Walt Disney.

### Mickey Mouse
După o serie de eșecuri, Disney trebuia să creeze o nouă "stea". Majoritatea biografiilor spun că ideea lui Disney pentru Mickey Mouse i-a venit în timpul întoarcerii din New York. Este o discuție în jurul creatorului lui Mickey, ori Disney ori Iwerks. Șoarecele a fost inițial numit "Mortimer", dar a fost mai târziu botezat "Mickey Mouse" deoarece noua soție a lui Disney, Lillian, considera numele "Mortimer" ca fiind nepotrivit.
Primul scurt-metraj al lui Mickey a fost Plane Crazy în 1928 care a fost, ca majoritatea filmelor de la acea vreme, un film mut. După ce nu a găsit un distribuitor pentru Plane Crazy și pentru continuarea sa, The Gallopin' Gaucho, Disney a creat un scurt-metraj Mickey Mouse cu sunet, Steamboat Willie. Acesta a avut succes și au fost distribuite cu sunet și cele două scurt-metraje precedente. Însuși Disney și-a împrumutat vocea lui Mickey Mouse și Minnie Mouse iar Mickey a purtat vocea lui Disney până în 1946.

### Silly Symphonies
Primele seriale ale lui Mickey Mouse au fost în 1929, începând cu un serial muzical numit Silly Symphonies. Primul episod era numit The Skeleton Dance și a fost în intregime desenat și animat de Iwerks, care a fost responsabil cu desenul la majoritatea animațiilor Disney produse între 1928 și 1929. Cu toate că serialul a avut succes, Disney nu a putut să distribuie serialul și atunci a trebuit să semneze un nou contract cu Columbia Pictures.
Iwerks era sătul de atâta muncă, mai ales datorită faptului ca el lucra mai mult decât Disney, așa că l-a părăsit și și-a deschis propriul studio. Disney căuta cu disperare pe cineva care să ia locul lui Iwerks, ceea ce era foarte greu, deoarece nu se găsea cineva la fel de bun și rapid ca Iwerks, care putea să deseneze 700 de cadre pe zi.
Între timp, Iwerks și-a lansat serialul de succes Flip the Frog împreună cu primul serial de animație color, Fiddlesticks. De asemenea, Iwerks a creat alte două seriale de animație, Willie Whopper și Comicolor. Iwerks și-a închis studio-ul în 1936 pe pentru a lucra la alte proiecte de animație. Va relua relația cu Disney în 1940, lucrând la departamentul de cercetare al studioului său.
Cu noroc, Disney a reușit să găsească câțiva oameni care să îl înlocuiască pe Iwerks. În jurul anului 1932, Mickey Mouse a devenit un personaj destul de celebru.

### Primul premiu Oscar
În 1932, Disney a primit un premiu special din partea Academiei de Film pentru crearea lui Mickey Mouse, ale cărui seriale au devenit color în 1935 și au început să apară alte personaje celebre ale lui Disney, printre care Donald Duck, Goofy și Pluto.

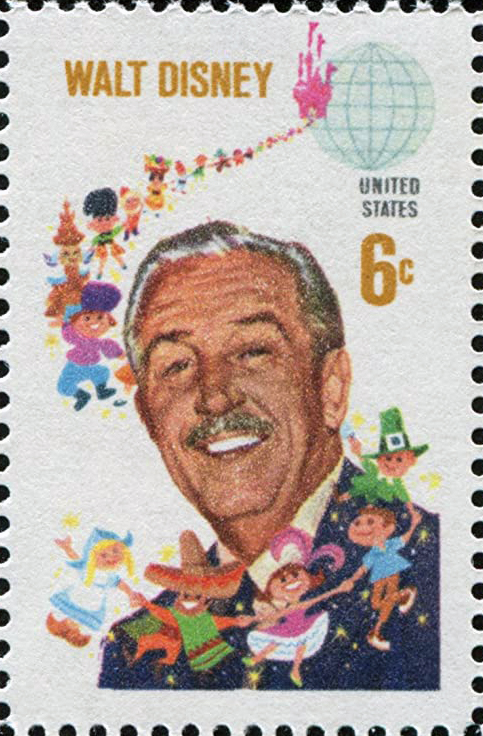
1968, Marcă poștală din S.U.A.

### Albă ca Zăpada și cei șapte pitici
Cu toate că studioul său a produs cele mai celebre seriale de animație ale vremii, rezultatele nu erau pe placul lui Disney, care în 1934 avea planuri pentru a crea un lung-metraj de animație. Dupa ce restul industriei cinematografice a aflat despre planurile lui Disney despre un lung metraj cu Albă ca Zăpada, au numit proiectul "nebunia lui Disney", deoarece erau convinși că proiectul va distruge studioul lui Disney. Atât Lillian cât și Roy au incercat să îl convingă pe Disney să abandoneze proiectul, dar acesta avea planuri mari pentru viitor. A angajat profesorul universitar Don Graham pentru a instrui personalul de la studioul său.
Toate aceste cercetări și antrenamente au fost folosite pentru pregătirea personalului în așa fel incât rezultatele să fie pe placul lui Disney. Albă ca Zăpada și cei șapte pitici (Snow White and the Seven Dwarfs), așa cum era numit proiectul, era în producție din 1935 până la mijlocul anului 1937, când studioul a rămas fără bani. A reușit totuși să ia un împrumut de la Bank of America pentru a-și termina producția. Premiera filmului a avut loc la cinematograful Carthay Circle la data de 21 decembrie, 1937. Albă ca Zăpada, primul film de animație în limba engleză și filmat în Technicolor a fost lansat în februarie 1938, fiind distribuit de RKO Radio Pictures, cu care studioul tocmai a încheiat un contract. Filmul a devenit producția cu cel mai bun succes la încasări pe anul 1938, reușind să strângă peste 8 milioane de dolari (astăzi 98 de milioane). Succesul avut cu Albă ca Zăpada (pentru care Disney a câștigat Oscarul) i-a permis lui Disney să deschidă o nouă sucursală a studioului său în Burbank, care s-a deschis pe 24 decembrie, 1939. Personalul responsabil pentru lung-metraje, care tocmai a terminat Pinocchio, a continuat să lucreze pentru Fantasia și Bambi, în vreme ce personalul responsabil pentru scurt-metraje a lucrat pentru noi seriale cu Mickey, Goofy, Donald și Pluto.

### Perioada războiului
Pinocchio și Fantasia au fost lansate în cinematografe în 1940 dar ambele au fost dezamăgiri financiare. Filmul Dumbo era plănuit ca un film care să aducă bani dar, în timpul producției, majoritatea animatorilor s-au revoltat datorită relației dintre Disney și echipa sa.
La puțin timp după ce Dumbo a fost lansat în cinematografe în octombrie 1941 și a început să aducă mulți bani, Statele Unite ale Americii au intrat în Al Doilea Război Mondial. Armata americană a cerut studioului Disney să producă filme de instructaj pentru soldați, dar și scurt-metraje care să ridice moralul acestora, cum ar fi Der Fuehrer's Face și lung-metrajul Victory Through Air Power în 1943. Totuși, filmele militare nu au adus bani iar când filmul Bambi a fost lansat în aprilie 1942 nu s-a descurcat foarte bine.
Pe la sfârșitul aniilor '40 studioul și-a revenit în așa fel încât să continue cu producția la lung-metrajele Alice In Wonderland (Alice în Țara Minunilor) și Peter Pan, care au fost amânate în perioada războiului, și au început să lucreze pentru Cinderella (Cenușăreasa), care a devenit cel mai bun succes al studioului după Albă ca Zăpada și cei șapte pitici.

## 1955 - 1966: Parcuri tematice și dincolo

### Planificare Disneyland
În timpul unei călătorii de afaceri în Chicago la sfârșitul anilor '40, Disney a desenat schițe ale ideilor sale pentru un parc de distracții în care copii și părinții pot să se distreze împreună. Acest plan trebuia inițial să fie vis-a-vis de studio. Ideile originale au crescut într-un concept mult mai mare care avea să devină Disneyland. Disney a petrecut cinci ani din viața sa planificând Disneyland și a creat o nouă subdiviziune a companiei sale, numită WED Enterprises, care avea sarcina să proiecteze parcul.

### Extinderea în noi zone
După ce Walt Disney Productions a început lucrul la Disneyland, studioul a început să se extindă în alte zone ale divertismentului. În 1950, Treasure Island (Insula comorii) a devenit primul film 100% cu actori reali și a fost repede urmat de altele: 20.000 de leghe sub mări în 1954, The Shaggy Dog în 1959 și The Parent Trap (1961). Studioul a produs prima emisiune TV, One Hour in Wonderland (O oră în Țara Minunilor), în 1950. Disney a început să fie gazda unei emisiuni săptămanale la postul ABC, numit Disneyland, după parc, unde arăta clipuri din filmele Disney vechi, realiza tururi ale studioului și promova parcul Disneyland, în timp ce acesta era în construcție în Anaheim, California.
În timp ce studioul se implica în alte forme media, Disney nu mai acorda atâta atenție producțiilor animate, lăsând acestea în grija animatorilor. În timpul vieții lui Disney, departamentul de animație a mai produs filmele Lady and the Tramp (Doamna și vagabondul, 1955), Sleeping Beauty (Frumoasa din pădurea adormită, 1959), One Hundred and One Dalmatians (101 Dalmațienii, 1961) și The Sword in the Stone  (Sabia din piatră, 1963). Producția la scurt-metrajele animate a continuat până în 1956 când departamentul pentru scurt-metraje s-a închis.
Pe 17 iulie, 1955, Disneyland, unul din primele parcuri tematice din lume, s-a deschis și a avut un succes imediat. Oameni din toată lumea veneau la Disneyland, care conținea atracții bazate pe producțiile Disney. După 1955, numele emisiunii s-a schimbat din Disneyland în Walt Disney Presents. Apoi în 1961, emisiunea s-a schimbat din alb-negru în color și a devenit Walt Disney's Wonderful World of Color".
Astăzi,studiorile Walt Disney au venituri anuale de 40 de miliarde de dolari.
Cele mai noi succese sunt Toy Story 1,2 și 3,Mașini 2 și altele.

### Succesele de la începutul anilor 1960
La începutul anilor 1960, imperiul Disney avea un succes enorm, iar Walt Disney Productions s-a remarcat ca fiind cea mai bună companie din lume generatoare de divertisment pentru familie. După decenii de încercări, Disney a reușit în final să obțină drepturile de ecranizare pentru romanul Mary Poppins a lui P.L. Travers. Filmul, lansat în 1964, a devenit cel mai mare succes al studioului în anii 1960. Tot în această perioadă, Walt Disney a început să planifice un parc tematic mult mai mare decât Disneyland, numit Disney World.

### Moartea
Implicarea lui Walt în Disney World s-a încheiat în ultima parte a anului 1966; după mulți ani de fumat a fost diagnosticat cu cancer pulmonar. A fost admis la Providence St. Joseph Medical Center, situat vis-a-vis de studio, unde starea sa de sănătate a început să se agraveze. Pe 2 noiembrie, 1966, în urma unor radiografii, medicii au descoperit că Disney avea o tumoră pe plămânul stâng. Cinci zile mai târziu, Disney a mers înapoi la spital pentru operație, dar tumora s-a extins atât de mult încât medicii au fost nevoiți să îi scoată întreg plămânul stâng. Doctorii i-au spus apoi lui Disney că mai avea între șase luni și un an de trăit. Dupa câteva sesiuni de chimioterapie, Disney a petrecut puțin timp cu soția sa în Palm Springs, California înainte de a se întoarce acasă. Pe 20 noiembrie 1966, Disney a suferit un colaps în casa sa dar a fost resuscitat de medici și întors înapoi la spital, unde a murit pe 15 decembrie, 1966 la ora 9:30, la zece zile după ce a împlinit 65 de ani. A fost incinerat pe 17 decembrie iar cenușa sa a fost depozitată la Forest Lawn Memorial Park din Glendale, California. Roy Disney a continuat proiectul Disney World, insistând să fie re-denumit în Walt Disney World, în onoarea fratelui său, care a fost în final deschis pe 1 octombrie, 1971.